# Spirama remota
Spirama remota là một loài bướm đêm trong họ Erebidae.

## Hình ảnh

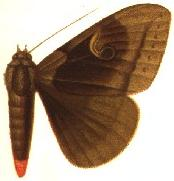